# Geonoma littoralis
Geonoma littoralis är en enhjärtbladig växtart som beskrevs av Larry Ronald Noblick och Lorenzi. Geonoma littoralis ingår i släktet Geonoma och familjen Arecaceae. Inga underarter finns listade i Catalogue of Life.